# سوسيتي أومنيسبورت دي لاميري
سوسيتي أومنيسبورت دي لاميري هو نادي كرة قدم من مدينة ياموسوكرو، ساحل العاج.تأسس النادي في 1932 
ويلعب حالياً في دوري ساحل العاج الممتاز.